# 廣播衛星
廣播衛星（Broadcasting Satellite，簡稱「BS」），是太空中應用於轉發衛星電視和聲音節目的技術方面，專為衞星電視設計及製造的人造衞星。由於不必經過地面站（Ground station）轉發，可直接向用戶轉播或發射電視廣播節目，故也稱為直接廣播衛星（Direct Broadcast Satellite，簡稱「DBS」）或直播卫星。

## 簡介
廣播衛星的基本功能和通信衛星非常相似，但較通信衛星優越，天線定向精確度高，覆蓋面積較大，並且不需要地面站接收後再轉發。而通信衛星轉播電視，則需由地面站接收後再傳送到電視台，然後由電視台轉發給公眾。

## 相關項目
- 人造衛星
- 地球同步衛星
- 衛星電視
- 通信衛星